# Misión Dolores
La Misión Nuestra Señora de los Dolores de los Ais, también conocida como Misión Dolores, fue una misión de época novohispana del siglo XVIII situada en San Augustine, en Texas en Estados Unidos
Se encuentra en el Sitio Histórico Estatal Mission Dolores incluido en el Registro Nacional de Lugares Históricos del condado de San Agustine por donde además, discurre el Camino Real de los Tejas.

## Historia
Corresponde a la segunda fundación de la misión tras el primer intento de 1717-1719.
La primera fundación tuvo lugar en 1717 por el franciscano Padre Antonio Margil por mandato del Colegio de Guadalupe de Zacatecas durante la expedición de Domingo Ramón. El propósito era la evangelización de los indígenas Ais (Caddo) así como asegurar la soberanía española del territorio frente a la amenaza anexionista desde la Luisiana francesa. La fundación de la misión corresponde al periodo en el que fueron fundadas las misiones del río Neches como San José de Los Nazonis (1716). Fue abandonada en 1719 tras la invasión francesa de la Misión San Miguel de Linares de los Adaes de ese año durante la guerra de la Cuádruple Alianza. Margil y los misioneros se trasladaron a la región del río San Antonio, fundando misión de San José y San Miguel de Aguayo (1720).
Su segunda fundación en 1721 se produjo en la misma época que el establecimiento del presidio Nuestra Señora del Pilar de los Adaes cuya guarnición reafirmaba la frontera este de la Texas española. Su ubicación era muy similar a la de 1717. Durante su vigencia tuvo un éxito moderado con la conversión de unos 30 indios Ais en cincuenta años de existencia. Los Ais resultaron advenedizos y sin interés en el abandono de sus supersticiones. El aprovisionamiento se realizaba a lo largo del camino Real de los Tejas o con contrabando en Natchitoches (actual Luisiana) en la Luisiana francesa. Su cierre fue ordenado en 1773 tras la inspección del III marqués de Rubí, al igual que sucediera con el presidio de Los Adaes.
Para la época de la fundación de San Augustine en 1832 en época de la Texas mexicana no existían vestigios visibles de la misión. El sitio de la misión Dolores, denominado Mission Hill, ha permanecido en una propiedad privada desde entonces y su entorno fue moderadamente urbanizado. 

## Descripción
Los trabajos arqueológicos para localizar la misión datan de 1970, siendo localizada por Corbin de la  Universidad Estatal Stephen F. Austin, quien localizó pozos, la ubicación de puntales y artefactos del siglo XVIII. El sitio arqueológico sufrió daños por la construcción de la autopista TX-147. 
A lo largo del siglo XX se han realizado trabajos para la puesta en valor de este patrimonio histórico, con un museo y rutas senderistas. Desde 2016 el lugar es gestionado por la Comisión Histórica de Texas. Además, es un sitio arqueológico incluido en el Registro Nacional de Lugares Históricos en el condado de San Agustín, Texas.